# Lilla Hansen

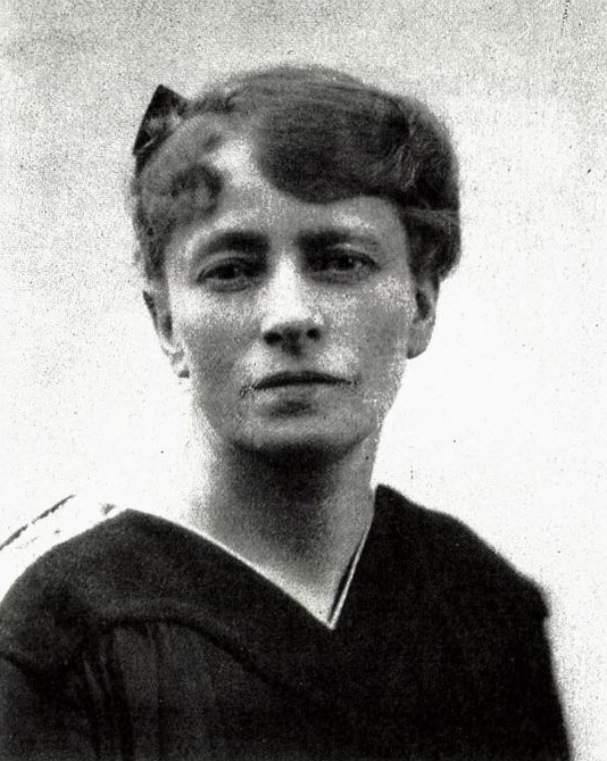
Lilla Hansen (ca. 1910)

Lilla Hansen (* 1. April 1872 in Christiania als Georgine Marie Hansen; † 11. Juni 1962 in Oslo) war eine norwegische Architektin. Sie war die erste niedergelassene Architektin ihres Landes mit eigenem Büro.

## Herkunft und Ausbildung
Lilla Hansen wurde als Georgine Marie Hansen in Christiania, dem heutigen Oslo, als jüngstes von sechs Kindern des Fabrikdirektors Georg Martin Hansen und dessen Frau Maren Paulowna Victoria Bülow geboren und wuchs in einer bürgerlichen Umgebung auf. Ihr einziger Bruder war der Orthopäde Victor Bülow-Hansen. Als jüngstes Kind der Familie erhielt sie früh den Spitznamen Lilla (die Kleine), den sie später in ihrer professionellen Karriere verwendete. Mit 17 Jahren begann sie ein Studium an der Königlichen Zeichen- und Kunstschule in Christiania, kurz Tegneskolen, wo sie gemeinsam mit Marie Karsten und Hjørdis Grøntoft Raknerud zu den ersten weiblichen Studenten zählte. Hier studierte Hansen, die eigentlich Bildhauerin werden wollte, Gestaltung und Ornamentik unter Herman Major Schirmer und Baukunst unter Henrik Nissen. Durch Schirmer wurde Lilla Hansen mit der traditionellen norwegischen Holzornamentik, die zum Beispiel in den Stabkirchen zu finden ist, aber auch modernen internationalen Strömungen wie der Arts and Crafts Bewegung und dem Jugendstil vertraut, die ihr Werk prägen sollten. 1894 schloss sie ihr Architekturstudium ab. Es folgten Praxisaufenthalte bei Victor Horta in Brüssel, Martin Nyrop in Kopenhagen und Halfdan Berle in Christiania.

## Karriere

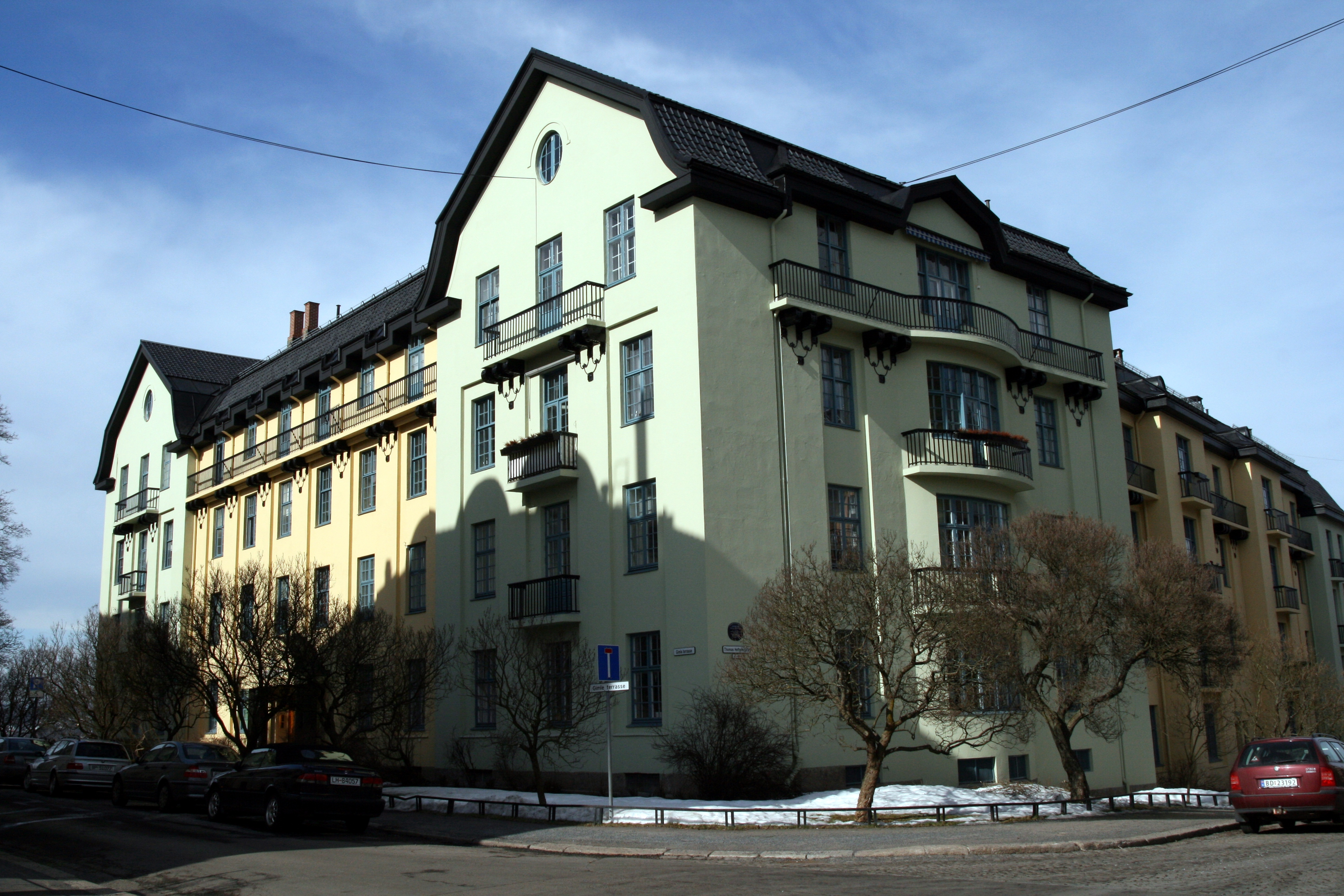
Heftyeterrassen 1912

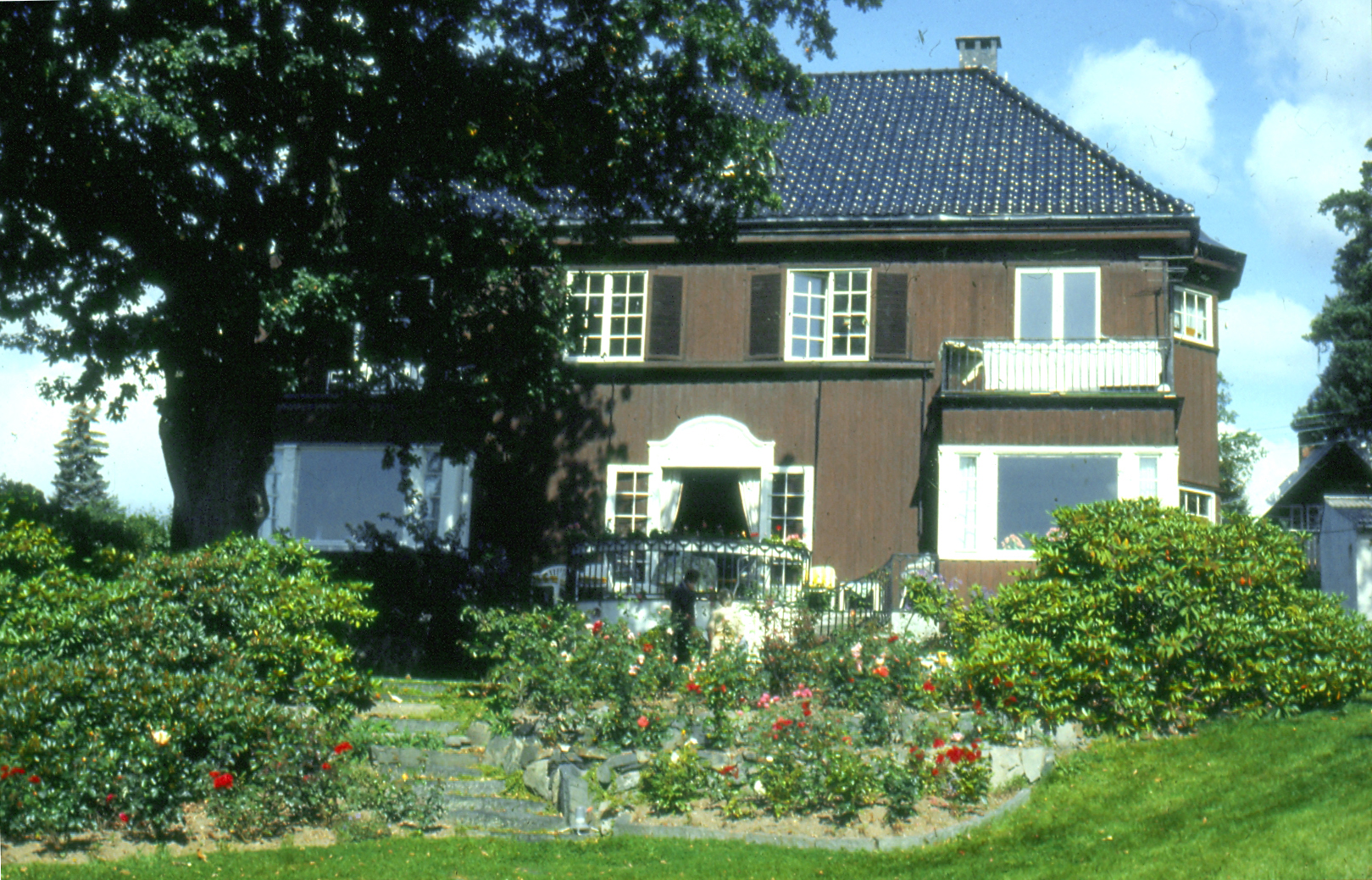
Trosterudveien 10, Oslo

Nach ihrer Ausbildung arbeitete Lilla Hansen zunächst als Assistentin in verschiedenen Architekturbüros und unternahm Studienreisen nach Frankreich und Italien. Ihre erste Arbeit war 1898 ein Sommerhaus für den Arzt Frederik Kristian Jervell, der als erster Arzt Norwegens eine Blinddarmoperation durchführte. Dementsprechend bekam das Haus den Spitznamen „Appendix“. Auch ihre nächsten Auftraggeber waren Angehörige des Osloer Bürgertums: eine Hütte in Frønsvollen, Nordmarka 1902 für den Tabakfabrikanten und Bankier Nicolai Andresen und eine Sommervilla für den Osloer Arzt Theodor Frølich auf Nesøya in Asker 1903. 1910 folgte das Gutshaus für Hval Gard in Asker, das als erstes Gebäude Norwegens ein modernistisches Eckfenster besaß.
1912 gewann Lilla Hansen den Wettbewerb zum Bau des Wohnblockes „Heftyeterrassen“, der Teil des Ausbaus des gutbürgerlichen Osloer Westens war. Das neubarocke Gebäude zeichnet sich durch seine klassischen Formen sowie die Bewohnerfreundlichkeit mit Spielplatz, großen Grünflächen und Skibuden im Eingangsbereich aus. Durch den Gewinn des prestigeträchtigen Wettbewerbes, konnte sich Lilla Hansen im gleichen Jahr selbstständig machen, und eröffnete als erste Frau Norwegens ihr eigenes Architekturbüro, dessen Räumlichkeiten sie mit ihrer ehemaligen Kommilitonin Marie Karsten teilte. 1916 erhielt sie von Kristine Bonnevie, der ersten Professorin Norwegens, den Auftrag, die dritte Etage eines älteren Wohnblockes in ein Wohnheim für Studentinnen (Studiehjem for unge Piger) umzugestalten. Dieser Umbau war ihr erstes öffentliches Gebäude. Es folgten neben privaten Villen mehrere Krankenhäuser und Sanatorien, darunter die Tuberkulosesanatorien in Alta und Tolga, sowie das erste spezialisierte Rheumakrankenhaus in Oslo.
Ihr eigenes Haus in Høn in Asker verkaufte sie 1949, lebte dort jedoch gemeinsam mit den neuen Bewohnern bis 1961. Ihr letztes Jahr verbrachte Lilla Hansen im Blindern og Vinderen sanitetsforenings aldershjem, wo sie am 11. Juni 1962 90-jährig verstarb. Sie ist auf dem Friedhof der Gamle Aker kirke gemeinsam mit ihren drei unverheirateten Schwestern begraben.

## Werk (Auswahl)

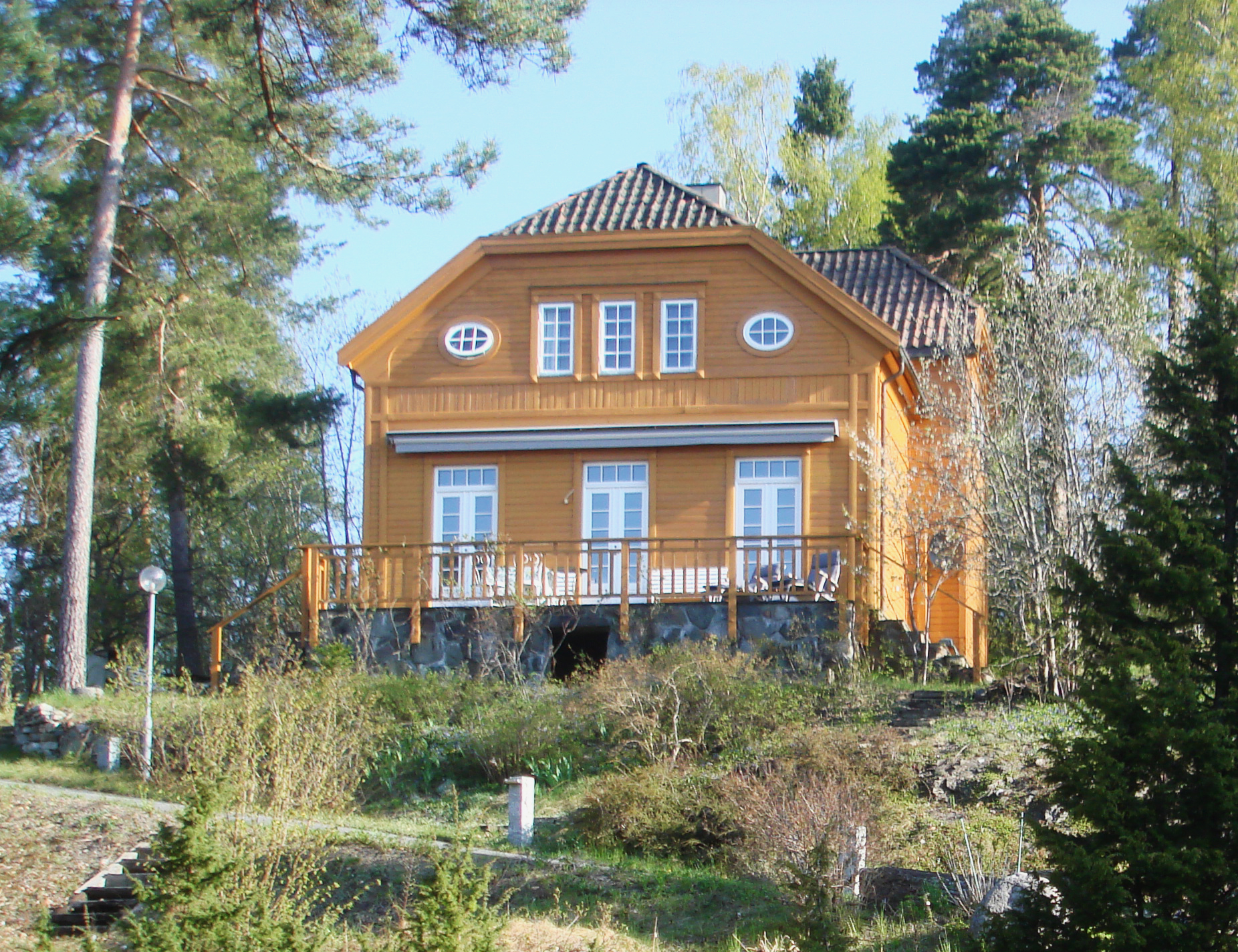
Villa Nesøya 1903

- Villa, für Theodor Frølich, Nesøya, Asker (1903)
- Heftyeterrassen, Oslo (1912)
- Umbau Geitmyrsveien 11/13, Oslo als Studiehjem for unge piker
- Tuberkulosesanatorium Tolga, Østerdalen (1932)
- Talvik Tuberkulosesanatorium, Alta
- Schwesternheim für das Rheumakrankenhaus der Norske Kvinners Sanitetsforening, Oslo (1935) und Krankenhaus (1938–39) mit Andreas H. Bjercke und Georg Eliassen
- diverse private Villen[6]